# (13053) Bertrandrussell
(13053) Bertrandrussell ist ein Asteroid des Hauptgürtels, der am 22. September 1990 vom belgischen Astronomen Eric Walter Elst am La-Silla-Observatorium (IAU-Code 809) der Europäischen Südsternwarte in Chile entdeckt wurde.
Der Asteroid wurde am 23. Mai 2005 nach dem britischen Philosophen, Mathematiker und Logiker Bertrand Russell (1872–1970) benannt, der zusammen mit Alfred North Whitehead mit den Principia Mathematica eines der bedeutendsten Werke des 20. Jahrhunderts über die Grundlagen der Mathematik veröffentlichte und als einer der Väter der Analytischen Philosophie gilt.